# Stade Armando-Picchi
Le Stadio Armando-Picchi est un stade de football situé dans la ville de Livourne, en Toscane (Italie), dans lequel évolue le club italien de football de l'AS Livourne Calcio.
Le stade est géré par le club mais aussi par la commune de Livourne.

## Histoire
Il peut contenir jusqu'à 19 238 spectateurs,, mais sa capacité pour les compétitions UEFA descend à 14 752 places.
La taille du terrain est de 107 m ×  68 m. Son nom fait référence à l'ancien international italien Armando Picchi.
Il a été bâti en 1933 et semble vétuste aujourd'hui[réf. nécessaire].